# Лауда (музыка)
Ла́уда (итал. lauda — хвала) — жанр паралитургической музыки и поэзии (итальянской, реже латинской) в Италии XIII—XVI веков.
Первой лаудой на итальянском языке (умбрийском диалекте) считается «Песнь о солнце» (ок.1225) Франциска Ассизского, написанная ритмической прозой и восхваляющая в качестве «братьев и сестёр» все явления мира, включая «сестру Смерть» (музыка этой лауды не сохранилась).
Расцвет лауды связан с народным религиозным движением, зародившимся в Умбрии в середине XIII века и охватившим многие области Италии; братства мирян, охваченные настроением покаяния, экстатической любви к Христу и Богоматери, отвращения к мирским благам, распевали лауды на своих собраниях. С музыкальной точки зрения лауды XIII — начала XIV веков представляли собой одноголосные, преимущественно силлабические, реже невматические духовные песни.
Из этого времени до нас дошли около 200 сборников лауд, так называемые лаударии (итал. laudario), из них только 2 с музыкой: Кортонский лаударий (конец XIII века; 65 лауд, из них 46 с музыкой) и Флорентийский лаударий (известный также как «Laudario Magliabechiano») начала XIV века (в этом кодексе 97 лауд, из них 88 с музыкой).
Нередко лауды выполнялись как контрафактуры светских текстомузыкальных форм (чаще всего баллат), при этом традиционные куртуазные мотивы и сюжеты заменялись на религиозные; например, вместо возлюбленной госпожи трубадуров — «госпожа Бедность»; баллата Франческо Ландини «Блондинка-зеленщица» была перетекстована в лауду «Об Иисусе Христе». В XV и отчасти в XVI веках получили распространение многоголосные лауды, в том числе, на латинские тексты, как, например, у Иоанна Лимбургского и Иоанна Приориса («Dulcis amica Dei»). Известна драматическая разновидность лауды с диалогами между аллегорическими персонажами: Грешником и Мадонной, Христом и Душой, Душой и Любовью.
Имена составителей лауд (поэтов и композиторов) по большей части неизвестны. Выдающиеся образцы средневековой лауды создал Якопоне да Тоди, их основные мотивы: страстное желание умереть вместе с Христом, жизнь Иисуса как зеркало души, плач Мадонны над Сыном; душа как невеста Христова, найденная для него ангелами; полное растворение души в Боге. В XV—XVI веках словом «лауда» назывались композиционно незамысловатые разновидности фроттолы, баллаты и других песенных форм. Лауды сохраняли значение популярной («народной») духовной музыки до конца XVI века. В Тоскане этому способствовали проповеди Дж. Савонаролы, который призывал к пению лауд не только в братствах мирян, но и в церкви (богослужебное пение в католическом храме по традиции было уделом профессионалов, паства в нём практически не участвовала). В Риме лауды (многоголосные, в простой моноритмической фактуре) составляли важнейшую часть музыкального оформления молитвенных собраний в ораториях Филиппа Нери. Несомненна роль диалогической лауды как одного из жанровых источников (позднейшей) оратории. Перепечатки сборников лауд известны вплоть до начала XIX века. В XX веке к лаудам Моденского лаудария, Якопоне да Тоди и др. в своих сочинениях неоднократно обращался композитор Луиджи Даллапиккола.

## Избранная дискография
- Laudario di Cortona. Un mystère du XIIIe siècle (анс. Органум – Marcel Pérès, dir.) // Harmonia mundi HMC 901582
- Laudario di Cortona <Cortona, Biblioteca del Comune e dell' Accademia Etrusca, Ms. 91> (анс. Микролог) // Micrologus 00010/3
- O Yesu dolce. Laudi italiane del quattrocento (анс. Микролог) // Opus 111 30-169
- Laude di Sancta Maria. Veillée de chants de dévotion dans l'Italie des Communes (La Reverdie) // Arcana 34
- A laurel for Landini (Gothic Voices) // Avie 2151 (светские прототипы и лауды-контрафактуры)